# Epicadus camelinus
Espèce
Synonymes
- Stephanopis camelina O. Pickard-Cambridge, 1869
- Tobias camelinus (O. Pickard-Cambridge, 1869)
- Tobias martinezi Birabén, 1955

Epicadus camelinus est une espèce d'araignées aranéomorphes de la famille des Thomisidae.

## Distribution
Cette espèce se rencontre au Brésil, au Pérou et en Bolivie.

## Description
La femelle décrite par Machado, Teixeira et Lise en 2018 mesure 7,75 mm.

## Systématique et taxinomie
Cette espèce a été décrite sous le protonyme Stephanopis camelina par O. Pickard-Cambridge en 1869. Elle est placée dans le genre Epicadus par Machado, Teixeira et Lise en 2017 qui dans le même temps place Tobias martinezi en synonymie.

## Publication originale
- O. Pickard-Cambridge, 1869 : « Descriptions and sketches of some new species of Araneida, with characters of a new genus. » Annals and Magazine of Natural History, sér. 4, vol. 3, p. 52-74 (texte intégral).